# Franz von Walsegg
Franz de Paula Anton Reichsgraf von Walsegg (1 januari 1763 - 11 november 1827) was een Oostenrijkse graaf. Hij woonde nabij Gloggnitz. De graaf was een liefhebber van muziek. Hij gaf, meestal via tussenpersonen, componisten de opdracht om een muziekwerk te componeren. Vervolgens werd het het stuk in zijn kasteel uitgevoerd waarbij hij de genodigden de opdracht gaf om te raden wie de componist was. Volgens historici zette de graaf zijn naam soms onterecht op het stuk.

## Requiem in d-moll
Von Walsegg gaf via een anonieme tussenpersoon Wolfgang Amadeus Mozart opdracht om een dodenmis te schrijven. Aanleiding was het overlijden van Von Walseggs vrouw op twintigjarige leeftijd. Volgens historici had Von Walsegg nooit de intentie om de werkelijke componist kenbaar te maken; hij wilde het stuk onder eigen naam uitbrengen. Mozart overleed voordat hij de compositie kon voltooien. Omdat het werk reeds betaald zou zijn, had Constanze Weber aan Franz Jacob Feystädtler gevraagd het af te werken. Zijn handschrift leek sterk op dat van Mozart. Feystädtler stopte na afwerking van het Kyrie waarna het werk werd doorgegeven aan Joseph Eybler. Eybler gaf het op tijdens het orkestreren van het sequentia. De achterliggende reden is niet bekend, maar na bestudering van de partituren is gebleken dat Eybler knoeide met dateringen en zelfs de handtekening van Mozart gebruikte. Vervolgens kwam het werk in handen van Abbé Maximilian Stadler die het offertorium schreef. Uiteindelijk was het Franz Xaver Süßmayr die het requiem voltooide. In tegenstelling tot wat in de film Amadeus wordt gezegd is Antonio Salieri wellicht nooit betrokken geweest.